# Lotto (canción)
«Lotto» es una canción grabada por la boy band surcoreana EXO para la reedición del álbum de estudio Ex'Act. Fue publicado en las versiones coreano y mandarín por el sello S.M. Entertainment el 18 de agosto de 2016.

## Antecedentes y lanzamiento
Producido por LDN Noise, «Lotto» es descrito como canción de hip-hop mejorada con Auto-tune con las letras que se tratan de un hombre con mucha suerte, como si ganara la lotería después de conocer a la chica que amaba. La canción fue lanzada el 18 de agosto junto con la reedición de Ex'Act. EXO comenzó a interpretar la canción en los programas musicales de Corea del Sur al día siguiente.

## Vídeo musical
Los videoclips en coreano y en mandarín de «Lotto» fueron publicados el 18 de agosto de 2016. El vídeo musical es descrito como un «tema de casino» y al principio comienza con el sonido de una máquina tragamonedas. Aparte de la coreografía de EXO, también muestran escenas de los miembros jugando, viendo peleas de gallos, una montaña de dinero en llamas, y otras actividades antes de que ellos y una coestrella femenina fueran derribados por un equipo de la S.W.A.T. La versión coreana fue el vídeo de K-pop más visto en YouTube en 2016.

## Promoción
EXO comenzó a interpretar la canción en varios programas musicales surcoreanos el 19 de agosto. El miembro Kai estaba ausente de las actividades promocionales debido a una lesión que sufrió durante el EXO'rDIUM. «Lotto» fue considerado como «no apto para emitirse» por KBS, MBC y Mnet, por lo que fue promovido con letras modificadas bajo el título alternativo «Louder» en estos canales de televisión.

## Recepción
«Lotto» debutó en el número dos de la lista semanal de Gaon y en el número uno de Billboard World Digital Songs. La canción ganó el primer lugar siete veces en total en los programas musicales de Corea del Sur.

## Posicionamiento en listas
| Lista (2016)                       | Mejor posición |
| ---------------------------------- | -------------- |
| South Korean singles (Gaon)        | 2              |
| US World Digital Songs (Billboard) | 1              |

| Lista (2016)                | Mejor posición |
| --------------------------- | -------------- |
| South Korean singles (Gaon) | 14             |

## Victorias en programas musicales
| Programa            | Fecha                   |
| ------------------- | ----------------------- |
| M! Countdown (Mnet) | 25 de agosto de 2016    |
| M! Countdown (Mnet) | 1 de septiembre de 2016 |
| Music Bank (KBS)    | 26 de agosto de 2016    |
| Music Bank (KBS)    | 2 de septiembre de 2016 |
| Inkigayo (SBS)      | 28 de agosto de 2016    |
| Inkigayo (SBS)      | 4 de septiembre de 2016 |
| Show Champion (MBC) | 31 de agosto de 2016    |